# 窪田晴男
窪田 晴男（くぼた はるお、1959年9月18日 - ）は、日本の音楽家・ギタリスト・作曲家・音楽プロデューサー。東京都杉並区出身。作編曲家 山屋清の甥。

## 来歴
1979年、バンド「人種熱」を結成。都内のライブハウスで活動。
1980年、人種熱が近田春夫のバックバンドとして取り込まれる形で近田春夫&ビブラトーンズ（以下ビブラと表記）を結成、プロデビュー。まったく同じメンバーながら、近田が主導権を握るプロ活動はビブラ、窪田が主導権を握るライブ活動は人種熱として並行的に活動する。その後、人種熱ライブにおけるMCで「ビブラトーンズという、営業でやっているバンド」との発言が近田の不興をかったため、ビブラ・人種熱ともに脱退。
1983年、サエキけんぞうらとパール兄弟結成。1986年レコードデビュー。並行して、S-KEN&ホットボンボンズで活動する他、坂本龍一、EPO、矢野顕子らのレコーディング、ライブツアーに参加。またTM NETWORKの代表曲「Get Wild」のギターも窪田であると言われている（記録が残っておらず本人や小室哲哉などTM側関係者の記憶も定かではないため、状況からそう推測されている。TM NETWORKのヒット曲である「Self Control」のギターは窪田で確定している）。
佐野元春に誘われ、彼のバックバンドであるTHE HEARTLANDにわずかな期間であるが三代目ギタリストとして参加している。ちなみにTHE HEARTLANDのギタリストは初代伊藤銀次、2代目横内タケ、後任の四代目は長田進である。ただし窪田が在籍した期間があまりにも短いため、長田が三代目として紹介される事が多い。
1990年、パール兄弟から勘当（兄弟であるため脱退はできない、という名目のためこう言われる）。並行して小西康陽、桜井鉄太郎と共にFM横浜の番組『GIRL GIRL GIRL』を開始。
1991年、木村恵子とボサノバユニット 『ケルカン』を結成。アルバム2枚を製作して脱退。赤城信夫との共同でソロアルバム『FLYING NEW ASIAN』発表。
1993年、山根麻衣との共作でアルバム『山根麻衣・窪田晴男UNIT』発表。
2000年、ソロアルバム『ミッドナイトプリーチャー』発表。GIRL GIRL GIRLでの音源から抜粋。
2003年、パール兄弟に復帰。
2004年、朝日新聞夕刊にてコラム連載。2007年まで。
2021年、和久井光司とバンド「東京暮色」を結成。

## 作品
パール兄弟#ディスコグラフィーも参照

### ソロアルバム
- FLYING NEW ASIAN（1991年）
- ミッドナイト・プリーチャー

### アルバム
- 「悪魔と姫ぎみ」オリジナル・サウンド・トラック - 人種熱＋近田春夫（1981年）
- ミッドナイト・ピアニスト - 近田春夫&ビブラトーンズ（1981年）
- 鬼ヶ島 - 平山みき、近田春夫&ビブラトーンズ（1982年）
- JUNGLE-DA - S-KEN&ホットボンボンズ（1985年）
- パープービー - S-KEN&ホットボンボンズ（1987年）
- 王立宇宙軍 オネアミスの翼オリジナルサウンドトラック（1987年）
- 千の眼 - S-KEN&ホットボンボンズ（1988年）
- ソリッドレコード夢のアルバム - オムニバス。ハルヲ&パール名義（1988年）
- 窪田晴男プロデュース 東京的 VOL.1（1989年）
- 毎日が恋愛映画 - ケルカン（1991年）
- GIRL GIRL GIRL（1991年）
- 蜜月世界旅行 - ケルカン（1991年）
- 山根麻衣・窪田晴男UNIT - 山根麻衣・窪田晴男ユニット（1993年）
- GIRL GIRL GIRL homme bis
- Girl Girl Girl集大成I 野望編dings from the radio show　（1994年）
- GIRL GIRL GIRL集大成II 扇動編（1994年）
- GIRL GIRL GIRL集大成III 純情編（1995年）
- GIRL GIRL GIRL集大成IV 至高編（1995年）
- GIRL GIRL GIRL集大成V 飛翔編（1995年）
- GIRL GIRL GIRL集大成VI 最終編（1996年）

### 参加作品
- 坂本龍一『未来派野郎』（1986年）『ネオ・ジオ』（1987年）
- PINK『PSYCHO-DELICIOUS』（1987年）
- TM NETWORK『Self Control』（1987年）
- 矢野顕子『グッド・イーブニング・トウキョウ』（1988年）
- 井上陽水『UNDER THE SUN』（1993年）
- 佐野元春『FRUITS』（1996年）

## プロデュース
- アンジー
- 木村恵子
- 小林建樹
- 田中美奈子
- フィッシュマンズ